# Człopa
Człopa (in tedesco Schloppe) è un comune urbano-rurale polacco del distretto di Wałcz, nel voivodato della Pomerania Occidentale.
Ricopre una superficie di 348,37 km² e nel 2005 contava 5 127 abitanti.